# Svatý Cuan
Svatý Cúan († 752) také Claunus, Mochua, Moncan a Moncain byl irský mnich a opat, který se měl dožít téměř sta let.
Byl vojákem, ale později se rozhodl pro zasvěcený život a stal se mnichem. Jeho asketický život a poslušnost se staly vzorem pro jeho spolubratry. Podle legendy založil 30 kostelů a 100 klášterů.
Je s ním spojen zázračný pramen St. Cuan's Well v hrabství Galway. (V roce 1848 vyobrazil studnu Francis William Topham.)
Podle západní ritu pravoslaví se jeho svátek připomíná 1. ledna.